# Пуур, Хельми Александровна
Хельми Александровна Пуур (эст. Helmi Puur; 1933—2014) — советская и эстонская балерина, балетмейстер. Народная артистка Эстонской ССР (1976)

## Биография
Родилась 20 декабря 1933 года в Таллинне.
С 1946 по 1950 годы училась в Таллиннской балетной школе (у Зои Калеви-Силла), в 1953 году окончила Ленинградское хореографическое училище (педагог Е. В. Ширипина).
В 1953—1955, в 1958—1960 и в 1964—1966 годах Хельми Пуур являлась солисткой театра «Эстония», а с 1966 года — балетмейстером-репетитором.
Умерла 6 июля 2014 года.
Супругом Хельми Пуур был эстонский писатель Хейно Кийк.

## Награды
- Заслуженная артистка Эстонской ССР (1957).
- Народная артистка Эстонской ССР (1976).
- Специальная премия Союза театральных деятелей Эстонии (1993).
- Премия Филиппа Морриса в области танца — за пожизненные достижения (1999)
- орден «Знак Почёта» (30.12.1956)
- Орден Белой звезды 3-й степени — за заслуги (2001).

## Память
В 2006 году почта Эстонии отметила 100-летие Национальной оперы «Эстония» в Таллине выпуском почтового блока из двух марок с купоном  (Mi #546-547), который был отмечен второй премией имени Иегуди Менухина 2007 года. На первой марке сцена из эстонской оперы «Викинги» Эвальда Аава, на второй — эстонская советская балерина и педагог Хельми Пуур в сцене из балета «Лебединое озеро».

2006 год: марка к 100-летию Национальной оперы «Эстония»